# Музей середньовічних тортур у Рюдесгаймі
Музей середньовічних тортур у Рюдесгаймі — історичний музей у німецькому місті Рюдесгайм-на-Рейні (Гессен). Музей розташований в старовинних склепінчастих підвалах, виставкова площа становить 1000 м². Експозиція музею присвячена історії правової системи Середньовіччя. Музей має велику колекцію (144 екземпляри) деяких з найвидатніших середньовічних знарядь тортур. Відвідувачі можуть дізнатися все про тортури, відьом, полювання на відьом, спалення відьом, нав'язливу віру в чаклунство, інквізицію і багато іншого. Музей показує період полювання на відьом з XIV по XVI століття і розслідувань, проведених керівниками церкви. Експонати займають три поверхи, і пояснюють усе в деталях. Фонова музика і тьмяне освітлення допомагає створити відповідну похмуру атмосферу.